# 三省堂国语辞典
三省堂国语辞典是三省堂出版的一本日本国语辞典。简称三国。条目数为8万（第6版）。

## 编辑委員
主编是见坊豪纪。见坊搜集了大量的日语词汇成为这本辞典的基础。金田一春彦也参加了初版的撰写，柴田武参加第2版撰写，飞田良文参加第4版，市川孝参加第5版。
山田忠雄参加初版和第2版。后来山田因为在编写风格上和见坊意见相左所以另起炉灶以明解国语辞典为基础编撰新明解国语辞典。

## 特点
注重并收录包括新造词、外来词、日常口语词在内的新出现的词汇。往往比其他辞典更快收录新词新义。编辑者的方针是网罗街巷和传媒上出现的所有词语。本辞典的一大特色是收集的贴近百姓生活的词汇非常丰富，例如衣服和料理的词汇。
解释简明扼要。比如水的解释，其他辞典的解释为“无色无味无臭的液体，化学式H2O，在1个标准大气压下达到99.974℃以上会变成水蒸气”。而《三省堂国语辞典》的解释为“自然界中到处可见，在人类生活中不可缺少的透明液体”。见坊认为，语文辞典是用通俗的语言把意思传授给读者的书籍，而不是百科全书。释义中也不使用而是。
《三省堂国语辞典》的词义解释非常精炼，这和《新明解国语辞典》是完全截然不同的风格。

## 改订历史

### 三省堂国語辞典
- 1960年12月10日 - 初版，57000条目
- 1968年1月10日 - 新装版
- 1974年1月1日 - 第2版，62000条目
- 1982年2月1日 - 第3版，65000条目
- 1992年2月10日 - 第4版，73000条目
- 2001年3月1日 - 第5版，76000条目
- 2008年1月10日 - 第6版，80000条目
- 2014年1月10日 - 第7版，82000條目
- 2021年12月17日 - 第8版，84000条目

## 关联项目
- 见坊豪纪
- 新明解国语辞典